# وای، سم
وای، سم (به فرانسوی: Y, Somme) یک کامین در فرانسه است که در پیکاردی در شمال فرانسه واقع شده‌است.

## خصوصیات
وای ۲٫۷۳ کیلومترمربع مساحت و ۸۶ نفر جمعیت دارد و ۷۲ متر بالاتر از سطح دریا واقع شده‌است.

## خواهرخوانده
شهرهای شنفرپوشگوین‌گیش و Ee خواهرخوانده‌های وای، سم هستند.